# フェルナン・ド・ポー
フェルナン・ド・ポー（ポルトガル語: Fernão do Pó）は、15世紀ポルトガルの船乗りである。大航海時代にギニア湾を探検し、ヨーロッパ人で初めてビオコ島（旧称フェルナンド・ポー島）に到達したことで知られる。

## 人物
フェルナン・ド・ポーの生涯について、わかっていることはほとんどない。ポルトガル王アフォンソ5世との契約で、ギニア湾交易の利益を独占し、ポルトガルのアフリカ探検の出資者となったリスボンの商人、フェルナン・ゴメスに雇われてアフリカ中西部を探検した船長の一人で、同じように探検を行った船乗りには、ペロ・デ・シントラ、ペロ・エスコバル、ジョアン・デ・サンタレン、ロポ・ゴンサルベスなどがいる。これらの船長たちは、探検の記録を残しておらず、ポルトガル王室直轄の事業でなくなったことで宮廷史家による記録も途絶えたため、ゴメスが雇った船乗りたちについての情報はほとんど伝わっていない。

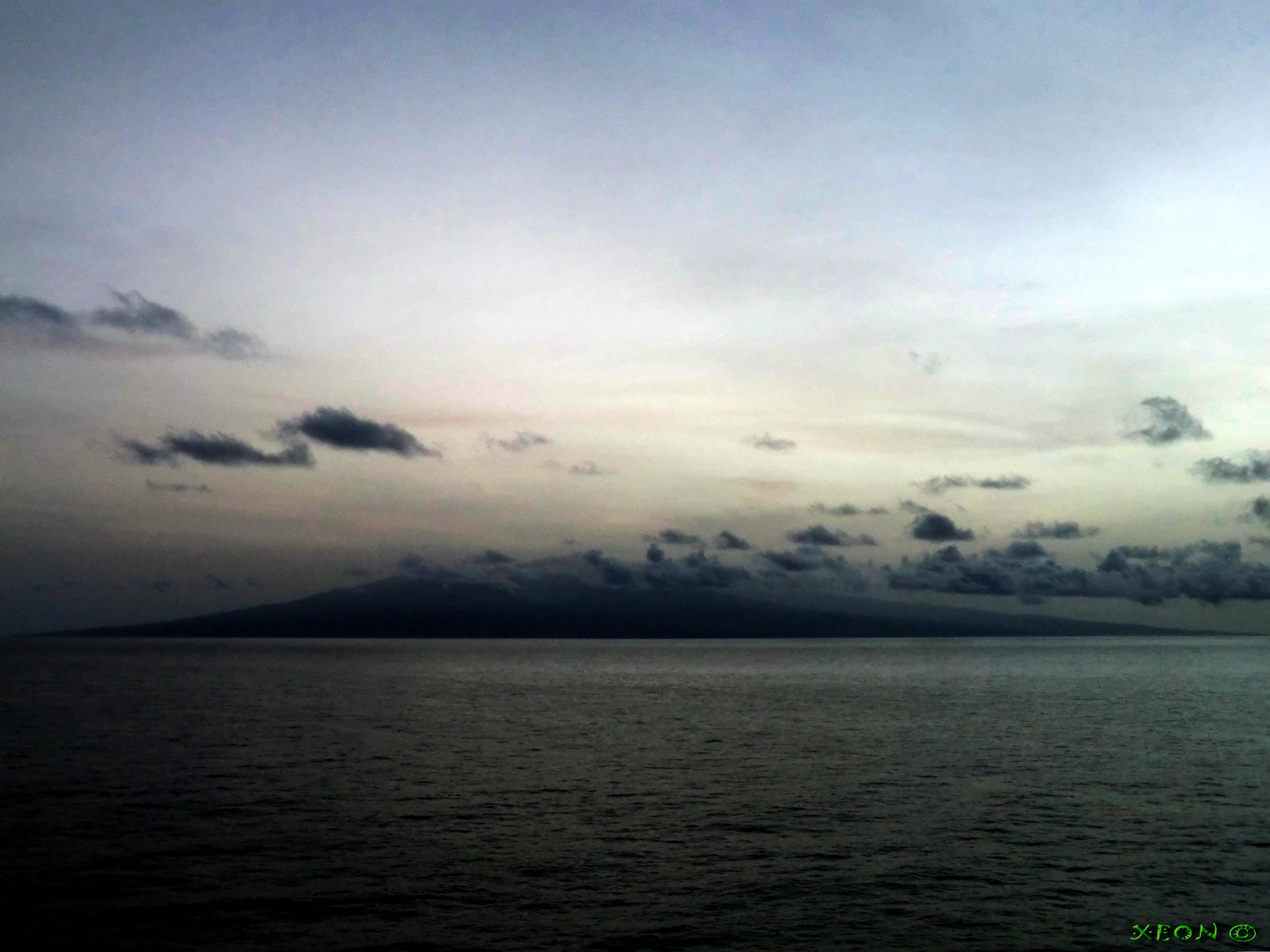
ビオコ島（旧フェルナンド・ポー島）。

ポーはおそらく1472年頃、アクシムからエルミナを経て、海岸に沿って東へ航行し、ベニン湾に到達した。更に東へ進み、ニジェール・デルタの岬を回ったところで、大きな島をみつけ、その島にフォルモサ島（「美しい島」の意味）と名付けた。ボニー湾（ビアフラ湾）で、大陸の海岸線が南へ折れてその果てがわからないため、求めていたインド諸島への航路が開けていないと悟ったポーは、ここまでの成果を報告するためポルトガルへ帰った。その後、探検を完遂すべく何度かギニア湾に戻ってきたが、そのうちにおそらくフォルモサ島で亡くなったと考えられている。

## 地名
ポーが到達したフォルモサ島は、その後ポーを記念してフェルナンド・ポー島と名を変え、赤道ギニア独立後に再び名を変えるまで、その名で呼ばれていた。
ポーはまた、ウーリ川の河口湾に棲む甲殻類の多さに驚いて、ウーリ川を「エビの川」（Rio dos Camarões）と名づけ、これがカメルーンという名前の元になったとされる。